# František Karel Přehořovský z Kvasejovic
František Karel hrabě Přehořovský z Kvasejovic (1644/1645 – 6. listopadu 1723 Praha) byl český šlechtic, právník, finančník a politik. Jako ambiciózní příslušník šlechtického rodu, nedávno uvedeného do panského stavu, a absolvent právnické fakulty, zastával od mládí funkce v ekonomické správě Českého království. V roce 1694 získal spolu s otcem hraběcí titul. Nakonec zastával úřad nejvyššího zemského soudce (1705–1717) a patřil k nejvlivnějším osobnostem v Čechách. Byl vlastníkem několika panství v různých částech Čech (Konopiště) a v Praze nechal postavit honosný palác (dnes Lobkovický) na Malé Straně. Kvůli vysokému zadlužení musel na nátlak věřitelů vyhlásit bankrot (1714) a v exekuci ztratil většinu majetku. Následným vyšetřováním vyšla najevo i zpronevěra státních financí a v roce 1717 byl odvolán i ze svých úřadů v zemské správě.

## Životopis

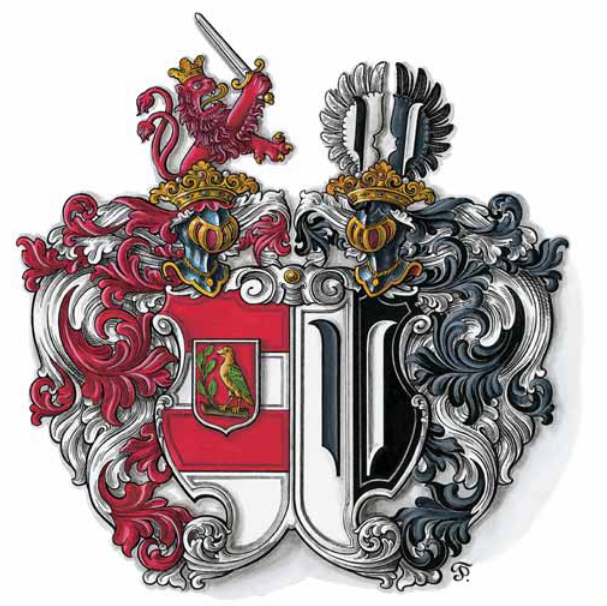
Alianční erb Františka Karla Přehořovského a jeho druhé manželky Juliany Doroty, rozené hraběnky Jörgerové z Tolletu

Pocházel z českého šlechtického rodu Přehořovských z Kvasejovic, který byl původně měšťanskou rodinou v Táboře a v roce 1511 dosáhl nobilitace. Byl jediným synem Kryštofa Karla Přehořovského (†1695) a jeho manželky Lidmily, rozené Chrtové ze Rtína (†1662). František Karel studoval práva a filozofii na Univerzitě Karlově a poté absolvoval kavalírskou cestu po evropských zemích, doložený je například jeho pobyt na královské akademii v burgundském Besançonu (podzim 1664) či na univerzitě v Sieně (červen 1665). Po návratu z cest se zapojil do státní správy a začal zastávat nižší úřady spojené především s hospodářskou správou a výběrem daní. V letech 1689–1699 byl nejvyšším mincmistrem Českého království a v roce 1694 byl spolu s otcem povýšen do hraběcího stavu. Poté byl viceprezidentem české komory (1699–1704) a v letech 1704–1705 krátce prezidentem apelačního soudu. Nakonec v letech 1705–1717 zastával funkci nejvyššího sudího Českého království.
Počátkem 18. století navázal přátelství s nejvyšším purkrabím Heřmanem Jakubem Černínem a spolu s ním patřil za vlády Josefa I. k nejvlivnějším osobnostem v Čechách. Byl také císařským komorníkem a skutečným tajným radou, z titulu svých zemských úřadů byl též členem sboru královských místodržících. Několikrát byl také pověřen zastupováním císaře na zasedáních českého zemského sněmu (1701, 1710–1711, 1713–1714). Zhruba od roku 1706 ohrožovala jeho postavení řada věřitelů, kteří si u zemských úřadů stěžovali na neplnění Přehořovského závazků. Úmrtím Heřmana Jakuba Černína ztratil mocného patrona v Čechách, a i když svým třetím sňatkem získal příbuzenské vazby na mocný uherský rod Pálffyů, nenašel zastání ani u dvora. Po vyhlášení bankrotu (1714) a exekučnímu prodeji statků následoval i pád v zemské správě. V roce 1717 byl odvolán z postu nejvyššího sudího a zbytek života strávil v ústraní.

## Majetkové poměry a stavební aktivity

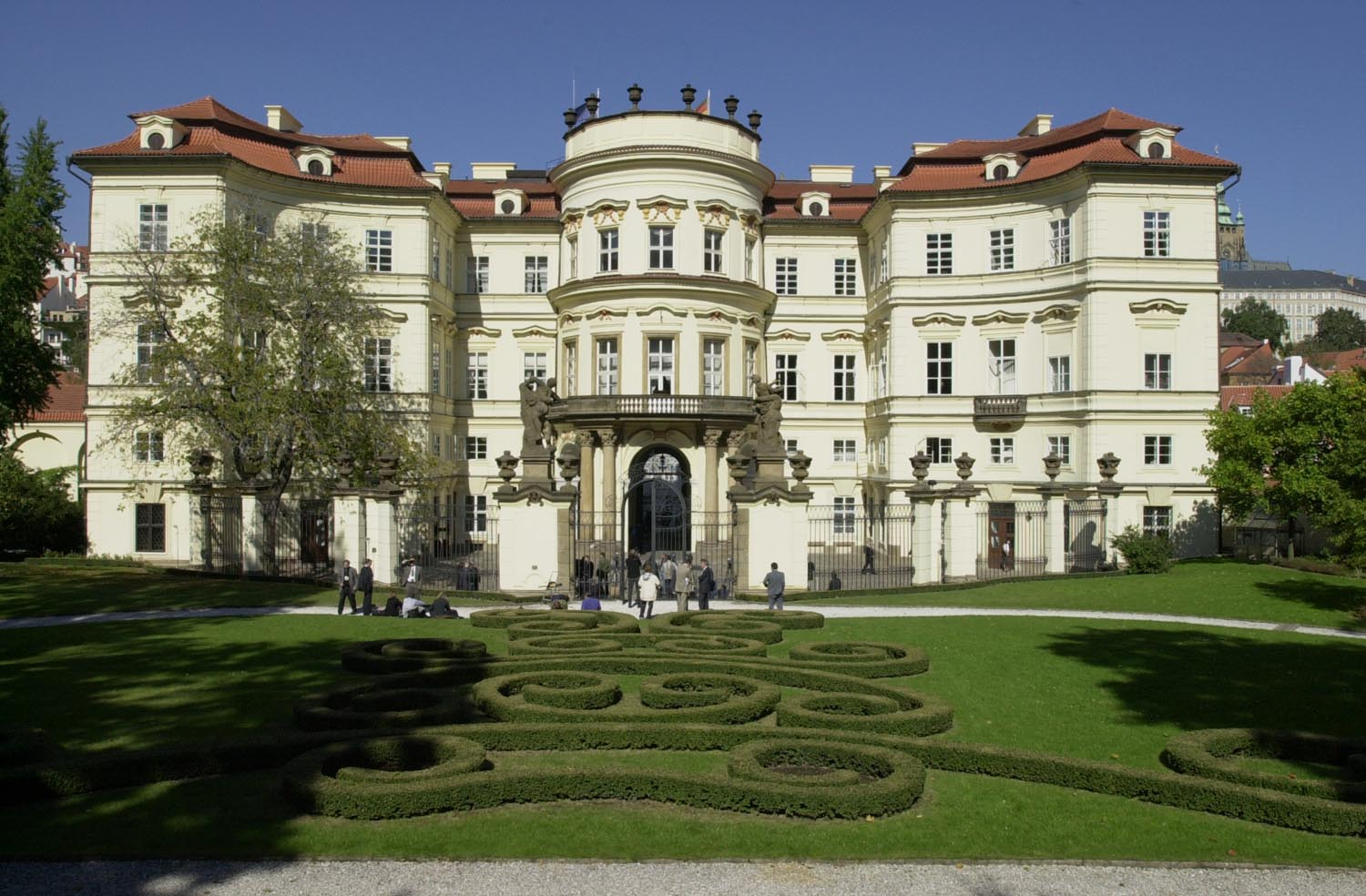
Palác Františka Karla Přehořovského na Malé Straně ve Vlašské ulici č.p. 19 (dnes Lobkovický, sídlo velvyslanectví Spolkové republiky Německo v Česku)

Po otci zdědil jen menší statky, teprve koncem 17. století jako zdatný finančník a spekulant začal budovat majetkové zázemí většího rozsahu. Spolu s druhou manželkou Julianou Doroteou koupil v roce 1695 panství Dobřejovice, k němuž byla v roce 1696 připojena Kamenice a několik dalších vesnic. V Dobřejovicích byl koncem 17. století postaven barokní zámek, celé panství ale bylo v roce 1706 prodáno Karlu Arnoštovi z Valdštejna. V roce 1700 si Přehořovský pronajal komorní panství Zbiroh, Točník a Králův Dvůr, které získal jako zástavu za půjčku 200 000 zlatých poskytnutou dvorské komoře.. Zde dal průchod svým podnikatelským aktivitám a v Dobřívi založil hamr. V roce 1701 koupil menší panství Petrovice u Prahy. Zde měl hospodářský význam především pivovar, který zásoboval řadu obcí v okolí Prahy. Největší akvizici podnikl v roce 1701, kdy za 221 000 zlatých koupil panství Konopiště od hrabat Sinzendorfů. Od Konopiště oddělil později několik vesnic, které prodal k tloskovskému panství Jeronýma Colloreda. Na zámku Konopiště zřídil velkou knihovnu, k plánovaným stavebním úpravám konopišťského zámku ale nedošlo kvůli finančnímu úpadku. Význam panství se Přehořovský snažil zvýšit založením piaristické koleje v Benešově, kterou spolu s kostelem sv. Anny projektoval G. B. Alliprandi.

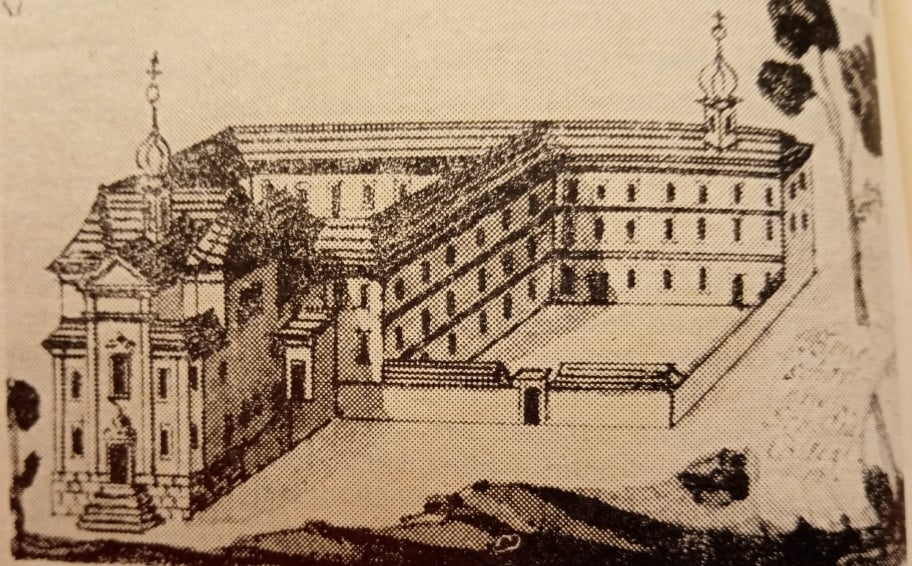
Kostel sv. Anny s piaristickou kolejí v Benešově

Přehořovský absolvoval rychlou kariéru v zemských úřadech i postup ve šlechtické hierarchii a počátkem 18. století zaměřil své úsilí na vybudování honosné rezidence v Praze, která by dostatečně reprezentovala jeho společenské postavení. Prostor pro výstavbu paláce získal po roce 1694 skoupením několika pozemků strahovského kláštera pod Petřínem. K projektu byl přizván G. B. Alliprandi, kterého Přehořovský souběžně zaměstnával v Benešově. Palác byl postaven v letech 1702–1704, práce na něm probíhaly ale ještě několik dalších let. Vzhledem k Přehořovského neskromným ambicím vznikl jedna z nejhodnotnějších objektů pražské palácové architektury v době baroka doplněný velkoryse koncipovanou zahradou. Budování paláce přišlo na 100 000 zlatých a díky pozdějšímu projednávání Přehořovského bankrotu jsou jmenovitě doloženi i nejobyčejnější řemeslníci, kterým hrabě dlužil za provedené práce v paláci.
Přibližně od roku 1706 se začaly objevovat stížnosti řady věřitelů na Přehořovského neschopnost splácet dluhy. Mezi věřiteli byli židovští bankéři, měšťané, zemští úředníci, ale i příslušnici nejvyšší šlechty (Adam František Schwarzenberg, Václav Norbert Oktavián Kinský, Jan Václav Vratislav z Mitrovic nebo již zmíněný Karel Arnošt z Valdštejna). Především z iniciativy největšího věřitele, bohatého úředníka dvorské komory Josefa Bartolottiho, došlo k vyhlášení konkurzu nad Přehořovského majetkem (1713). Ten se mezitím snažil zlepšit svou situaci přenecháním zástavního práva na Zbirohu a Točníku knížeti Janu Adamovi z Lichtenštejna (1711). V roce 1713 byl prodán pražský palác, získaná suma ale nestačila pokrýt požadavky věřitelů, a proto v roce 1716 došlo i na prodej Konopiště (v dražbě koupil panství Jan Josef z Vrtby za 300 000 zlatých).
Vysoké úvěrové zatížení nebylo v 18. století u šlechty ničím výjimečným a jen zřídka ohrožovalo společenské postavení jednotlivců. Jak bylo v té době obvyklé, Přehořovský sám poskytoval půjčky ze získaných úvěrů, takže i on byl věřitelem. Výše jeho dluhů byla nakonec vyčíslena na 340 000 zlatých, a protože jeho závazky vymáhaly i významné osobnosti v Čechách a u císařského dvora, jen těžko hledal konexe pro svou záchranu. Navíc došlo k odhalení jeho finančních spekulací na hranici zákona a obohacování ze státních zdrojů. Proto po vyhlášení bankrotu (1714) přišel nejen o majetek, ale i vysoké postavení v zemské správě (v roce 1717 byl odvolán z funkce nejvyššího sudího). K úhradě mu byla navíc předepsána částka 70 000 zpronevěřená z prostředků české komory.

## Rodina
Byl třikrát ženatý a všechny tři sňatky mířily k posílení jeho společenského postavení. Poprvé se oženil s hraběnkou Annou Lamboyovou, dcerou císařského polního maršála Viléma Lamboye. Jeho druhou manželkou byla od roku 1694 hraběnka Juliana Dorothea Jörgerová z Tolletu (†1708) z hornorakouské šlechtické rodiny a byla dcerou Jana Quintina Jörgera z Tolletu (1624–1705), viceprezidenta dvorské komory a místodržitele v Horním Rakousku. Jejich manželství připomíná alianční erb nad vchodem piaristického kostela sv. Anny v Benešově. Potřetí se v roce 1711 oženil s hraběnkou Marií Annou Pálffyovou (1690–1756), dcerou polního maršála Jana Bernarda Pálffyho. Marie Anna po ovdovění žila ve Vídni jako dvorní dáma u císařovny-vdovy Amálie Vilemíny. Z druhého manželství pocházel jediný syn František Helfried (†1723), který však otce přežil jen o necelé dva měsíce. Zemřel na Štědrý den 1723 v Táboře a jím rod Přehořovských vymřel.